# Lima (stacja metra w Buenos Aires)
Lima – stacja metra w Buenos Aires, na linii A. Znajduje się pomiędzy stacjami Piedras a Sáenz Peña. Stacja została otwarta 1 grudnia 1913.